# گربه وحشی (فیلم ۲۰۲۳)
گربه وحشی (به انگلیسی: Wildcat) فیلمی محصول سال ۲۰۲۳ و به کارگردانی ایثن هاک است. در این فیلم بازیگرانی همچون مایا هاک، رافائل کاسال، فیلیپ اتینگر، کوپر هافمن، استیو زان، لورا لینی، وینسنت دن آفریو، آلساندرو نیوولا، ویلا فیتزجرالد و لیام نیسون ایفای نقش کرده‌اند.